# The Penthouse Tapes
Pour les articles homonymes, voir Penthouse.
Albums de Sensational Alex Harvey Band
Live
(1975) SAHB Stories
(1976)
The Penthouse Tapes, sorti au début de 1976, est le sixième album du groupe de rock écossais The Sensational Alex Harvey Band.

## L'album
Au contraire des albums précédents, celui-ci est essentiellement constitué de reprises. Seuls trois titres sont signés par le Sensational Alex Harvey Band.
Le dernier titre de l'album est un enregistrement en public.
Dernier album pour Vertigo Records.

## Les musiciens
- Alex Harvey : voix
- Zal Cleminson : guitare
- Chris Glen : basse
- Ted McKenna : batterie
- Hugh McKenna : claviers

## Les titres
1. I Wanna Have You Back - 2 min 44 s
2. Jungle Jenny - 4 min 03 s
3. Runaway - 2 min 49 s
4. Love Story - 5 min 03 s
5. School's Out - 4 min 57 s
6. Goodnight Irene - 4 min 32 s
7. Say You're Mine (Every Cowboy Song) - 3 min 22 s
8. Gamblin' Bar Room Blues - 4 min 06 s
9. Crazy Horses - 2 min 53 s
10. Cheek to Cheek - 3 min 51 s

## Informations sur le contenu de l'album
- B.J. Cole joue de la guitare sur Say You're Mine (Every Cowboy Song).
- Runaway et Gamblin' Bar Room Blues sont également sortis en singles.
- Jungle Jenny était sorti précédemment en single en 1973.
- Runaway est un single de Del Shannon sorti en 1961.
- Love Story est un titre de Jethro Tull sorti en single en 1969.
- School's Out est un titre d'Alice Cooper que l'on trouve sur l'album School's Out (1972).

- Goodnight Irene est une reprise de Leadbelly de 1933.
- Gamblin' Bar Room Blues est une reprise de Jimmie Rodgers de 1932.
- Crazy Horses est un titre des Osmonds tiré de l'album Crazy Horses (1972).
- Cheek to Cheek, d'Irving Berlin, est une chanson que Fred Astaire interprète dans le film musical Le Danseur du dessus (Top Hat) sorti en 1935.
- Cheek to Cheek a été enregistré en public le soir de Noël 1975 au New Victoria Theatre de Londres.